# Kurban Berdyev
Gurban Bekiýewiç Berdiýew (Asgabate, 25 de agosto de 1952) é um técnico de futebol e ex-futebolista turcomeno, famoso por treinar o Rubin Kazan por 12 anos. Tem o hábito de recitar um colar de contas muçulmano durante as partidas de sua equipe.[carece de fontes?]
Nos tempos da URSS, o seu nome era russificado para Kurban Bekievich Berdyev (Курбан Бекиевич Бердыев, em russo). Ele tem origens tártaras: seu nome, em tártaro, seria Korban Bäkiy ulı Berdiev (Корбан Бәкый улы Бердиев, na versão cirílica do idioma).

## Carreira como jogador
Na época em que era atleta, Berdiýew jogava como meio-campista. Iniciou a carreira em 1971, no Kolhozçy Aşgabat (atual FK Köpetdag), jogando até 1977 e regressando em 1978. Defendeu ainda Kairat, SKA Rostov-on-Don e Rostselmash (atual FC Rostov), até despedir-se dos gramados em 1985, após a segunda passagem pelo Kairat.

## Carreira de treinador
Depois de encerrar a carreira, Berdiýew começou a treinar clubes em 1986. Sua primeira equipe foi o Khimik Djambul, comandado por ele até 1989, quando a equipe foi renomeada FC Taraz, permanecendo até 1993. Treinaria ainda Gençlerbirliği, Kairat, Kaspiy, Nisa Aşgabat e  Krystall Smolensk. Comandou ainda a Seleção Turcomena em 1999.

### Fama no Rubin Kazan
Em agosto de 2001, Berdiýew assinou com o Rubin Kazan para o lugar de Viktor Antikhovich. Sob seu comando, a equipe do Tartaristão viveu seu melhor momento, culminando com o título do Campeonato Russo de 2008, o segundo consecutivo de uma equipe não-moscovita (o Zenit São Petersburgo, em 2007, foi o primeiro desde 1995, quando o Alania Vladikavkaz conquistou o título). Liderado por Aleksandr Bukharov, Gökdeniz Karadeniz, Savo Milošević, Sergey Semak, MacBeth Sibaya e Serhiy Rebrov, o Rubin surpreendeu em 2009 quando, além de conquistar o bicampeonato, derrotou o poderoso Barcelona, em pleno Camp Nou, por 2 a 0, gols marcados por Alejandro Domínguez e Aleksandr Ryazantsev.
Os últimos títulos de Berdiýew com a equipe tártara foram a Copa da Rússia de 2012 e as Supercopas de 2010 e 2012. A trajetória de Berdiýew no Rubin encerrou-se em dezembro de 2013, e foi substituído por Rinat Bilyaletdinov. Permaneceu quase o ano de 2014 inativo, quando foi contratado pelo Rostov, onde havia jogado entre 1980 e 1981, exercendo paralelamente as funções de consultor-técnico e vice-presidente.
Em 2017, retornou ao Rubin Kazan, onde permaneceria até julho de 2019. Em maio de 2021, virou consultor-técnico do Kairat.

## Vida pessoal
Casado com Roza Berdyeva, possui 3 filhos - o mais velho, Marat Berdyev (nascido em 1975, ainda no primeiro casamento do então meio-campista), radicou-se no Reino Unido (trabalha como ator, músico e produtor musical), enquanto Alaberdy Berdyev (1996) chegou a jogar nos juniores do Rubin Kazan e é estudante, assim como a única filha do casal, Aylar.
Possui ainda um irmão, Batyr Berdyev, que também é técnico de futebol - o irmão do meio, Murad, faleceu em 2003. Em 2012, foi condecorado com a Ordem da Amizade

## Títulos
Nisa (1998–1999)
- Ýokary Liga (1): 1998–99
- Copa do Turcomenistão (1): 1998

Rubin (2002–2013)
- Primeira Divisão Russa (1): 2002
- Premier League Russa (2): 2008, 2009
- Copa da Rússia (1): 2011–12
- Supercopa da Rússia (2): 2010, 2012

### Individuais
- Melhor técnico da União de Futebol da Rússia: 2009